# تیپ ۵۵ هوابرد

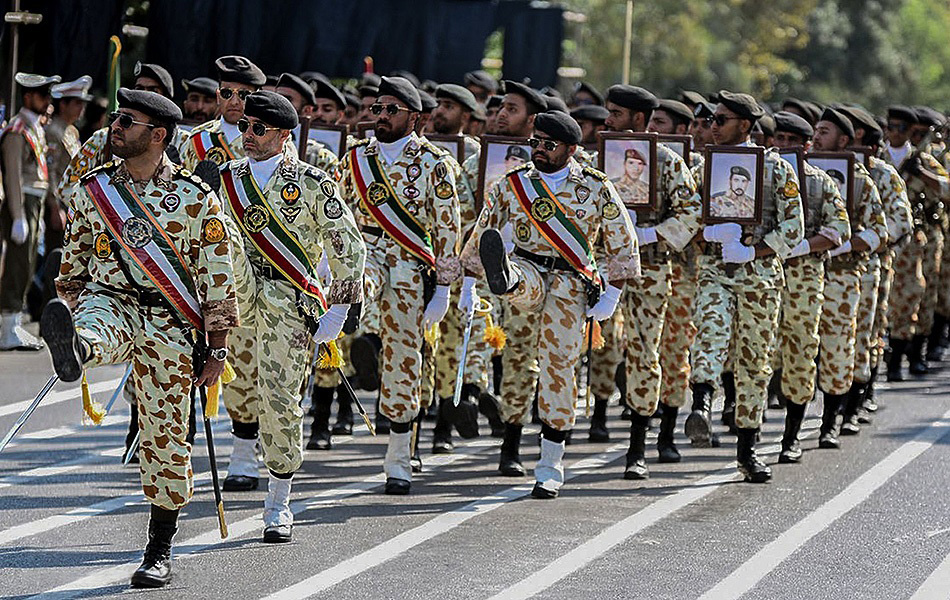
رژه نیروهای تیپ ۵۵ هوابرد به‌مناسبت سالگرد جنگ ایران و عراق در سال ۱۴۰۱، شیراز

تیپ ۵۵ هوابرد یا تیپ ۵۵ هوابرد شیراز یگان ویژه هوابرد نیروی زمینی ارتش ایران است، که پادگان‌های آن در استان فارس مستقر می‌باشند و قرارگاه مرکزی آن در شهر شیراز قرار دارد. این یگان در سال ۱۳۴۲ توسط ارتش شاهنشاهی ایران تشکیل شد و در ابتدا تیپ ۲۵ شاهین نام داشت. تیپ ۵۵ هوابرد در خلال جنگ ایران و عراق، از یگان‌های عمل‌کننده ارتش جمهوری اسلامی ایران بود و در عملیات‌های ثامن‌الائمه، طریق‌القدس، فتح‌المبین، بیت‌المقدس، مسلم بن عقیل، والفجر مقدماتی، خیبر، قادر و والفجر ۸ شرکت داشت. هم‌اکنون سرهنگ فرهنگ دهقانی فرماندهی تیپ ۵۵ هوابرد را برعهده دارد.

## تاریخچه

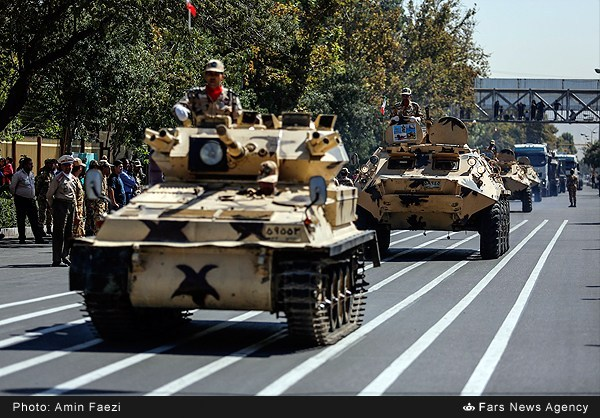
رژه ستون موتوری تیپ ۵۵ هوابرد در سال ۱۳۹۵

از سال ۱۳۴۲ لزوم وجود یگان ویژه هوابرد، در نیروی زمینی شاهنشاهی ایران، به منظور تأمین نیروی احتیاط محرک، که بتواند در میدان رزم، جهت انجام مأموریت‌های تاکتیکی و استراتژیکی وارد عمل شود و مأموریت نیروها را تسهیل نماید، احساس گردید. به همین منظور در سال ۱۳۴۲ دو گردان پیاده هوابرد، به نام‌های گردان ۰۱ و گردان ۰۲ در ارتش شاهنشاهی ایران تشکیل شد، که در آغاز فعالیت، هر دو پادگان در شهر تهران مستقر شدند. این یگان‌ها در سال ۱۳۴۴ به هنگ ۱۹ سوار ملحق شدند و با انتقال پادگان آنها به شیراز، فعالیت خود را در قالب گردان ۳۰۱ و گردان ۳۰۲ ادامه دادند. یک سال بعد، یک گردان پیاده نیز در کنار ۲ گردان قبلی شکل گرفت و با الحاق یک گردان توپخانه ۱۰۵ از مرکز آموزش توپخانه، تشکیل یک تیپ را داد، که تیپ ۲۵ شاهین نام گرفت و یکی از تیپ‌های لشکر مختلط هوابرد فارس محسوب می‌شد.
پس از انحلال لشکر مختلط فارس، تیپ ۲۵ شاهین تغییر نام یافت و بر حسب نیاز یک گردان پشتیبانی و گروهان‌های مستقل نیز به آن اضافه گردید. در این زمان تیپ دارای ۳ گردان پیاده هوابرد، یک گردان توپخانه ۱۰۵، یک گروهان شناسایی، یک گردان پشتیبانی و یک گروهان قرارگاه و خدمات بود. در سال ۱۳۵۵ پس از انحلال تیپ ۶۵ هوابرد، ۲ گردان به نام‌های ۱۰۱ و ۱۴۶ به تیپ ۵۵ هوابرد منتقل شدند. با آغاز جنگ ایران و عراق، بر حسب نیاز عملیاتی، ۳ گردان قدس ۱۹۱۲، ۱۹۲۱ و ۱۹۲۴ در این تیپ تشکیل شد، که در سال ۱۳۶۵ به گردان‌های ۷۵۳، ۷۵۴ و ۷۹۶ تکاور تبدیل شدند. در سال ۱۳۶۶ گردان ۷۹۶ تکاور جهت تکمیل سازمان تیپ ۳۵ تکاور، به آن یگان اختصاص داده شد و گردان‌های ۷۵۳ و ۷۵۴ تکاور نیز در سال ۱۳۷۰ جهت تکمیل سازمان لشکر ۵۸ تکاور ذوالفقار، از تیپ ۵۵ جدا گردید و به لشکر ۵۸ تکاور اختصاص داده شد. در سال ۱۳۶۴ گردان آموزشی ۱۲ تشکیل و به سازمان تیپ اضافه گردید.

## جنگ ایران و عراق

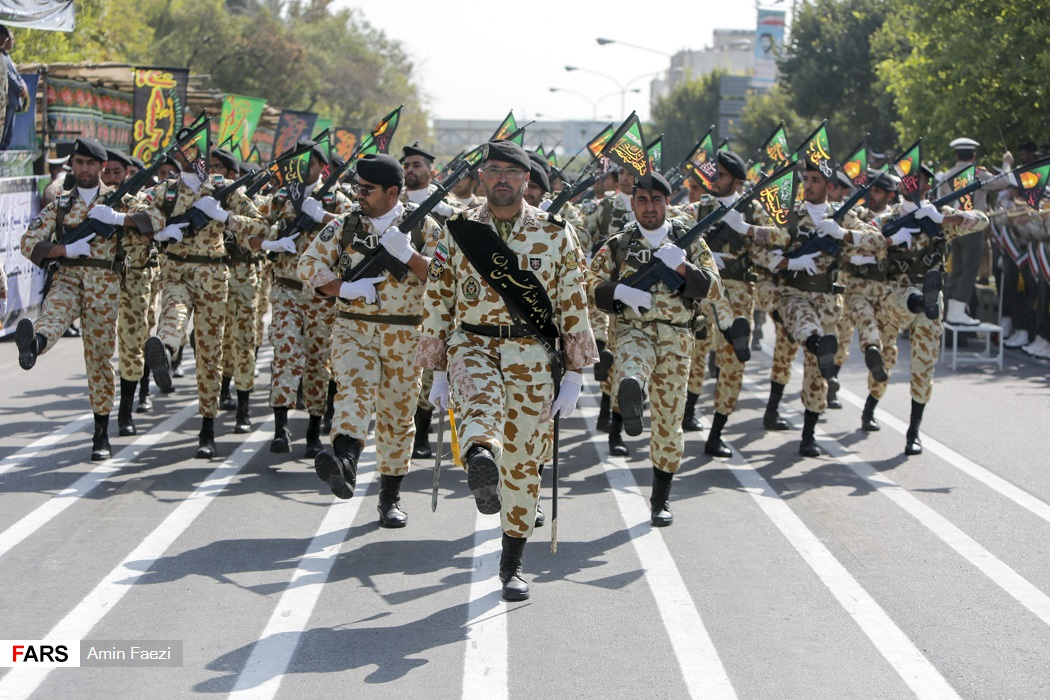
رژه نیروهای تیپ ۵۵ هوابرد در سال ۱۳۹۷، شیراز

تیپ ۵۵ هوابرد در خلال جنگ ایران و عراق از یگان‌های عمل‌کننده نیروی زمینی ارتش جمهوری اسلامی ایران بود. این تیپ در طول جنگ، در بیش از ۲۳ عملیات آفندی و ۸ عملیات پدافندی شرکت نمود. از جمله عملیات‌هایی که این تیپ نقش مؤثر و تعیین‌کننده‌ای در آن داشته‌است می‌توان به عملیات‌های ثامن‌الائمه، طریق‌القدس، فتح‌المبین، بیت‌المقدس، مسلم بن عقیل، والفجر مقدماتی، خیبر، قادر و والفجر ۸ اشاره کرد. نیروهای این تیپ در عملیات بیت‌المقدس اولین رزمندگانی بودند که به دروازه‌های خرمشهر رسیدند. تیپ ۵۵ هوابرد در طول جنگ ۲۳۵۰ کشته، ۱۲۷۰۰ زخمی و ۱۱۶۲ اسیر داد.

## پادگان‌ها
تیپ ۵۵ هوابرد دارای ۲ پادگان در شیراز، در محدوده چهارراه هوابرد و بنفشه و یک یگان نظامی در بخش سیاخ دارنگون مستقر در جاده شیراز-کازرون می‌باشد. کلیه پرسنل ارتش برای طی دوره‌های چتربازی به تیپ ۵۵ هوابرد اعزام می‌گردند و در کمیته آموزش‌های هوابرد که روبروی پادگان می‌باشد، آموزش‌های ابتدایی و تخصصی را می‌گذرانند. تیپ ۵۵ هوابرد جزو معدود یگان‌های ارتشی خارج از تهران می‌باشد، که برای رژه ۲۹ فروردین و ۳۱ شهریورماه هر سال، با چتر برای رژه به تهران اعزام می‌شوند.

## پرسنل

نشان سه ستاره هوابرد، با خوشه طلایی، مخصوص پرسنل استاد چتربازی دارای بیش‌از ۱۵۰ پرش موفق

پرسنل تیپ ۵۵ هوابرد، افرادی برگزیده از دانشگاه افسری امام علی یا آموزشگاه درجه‌داری نزاجا می‌باشند. این افراد با طی کردن آموزش‌های ویژه و تخصصی در طول خدمت، قادر به انجام عملیات‌های چتربازی می‌باشند.

## فرماندهان
در حال حاضر سرهنگ پیاده ستاد فرهنگ دهقانی، فرماندهی تیپ ۵۵ هوابرد شیراز را برعهده دارد. وی در سال ۱۴۰۳ جایگزین سرتیپ دوم ستاد جابرآباد زردشتی شد.
جانشین تیپ ۵۵ هوابرد را سرهنگ پیاده ستاد احسان قلی پور برعهده دارد.
معاونت هماهنگ کننده این تیپ، برعهده سرهنگ پیاده ستاد جواد شفیعیان برزکی می‌باشد. 